# 辅酶A
辅酶A（英語：coenzyme A，簡稱、或）是一種輔酶，值得注意的是其在合成和氧化脂肪酸的角色，和在三羧酸循環中氧化丙酮酸。利用輔酶A作為底物，並在4％左右的細胞酶中（或硫酯，例如乙酰輔酶A）作為基材。在人類中，輔酶A生物合成需要半胱氨酸、泛酸（维生素B5）和三磷酸腺苷（ATP）。主要參與脂肪酸以及丙酮酸的代謝。
辅酶A是泛酸在生物体内主要活性形式，由3',5'-ADP以磷酸酐键连接4-磷酸泛酰-β-巯基乙胺形成。辅酶A所含活泼巯基可与酰基结合形成硫脂，因此可作为酰基转移酶的辅酶，在糖、脂质、蛋白质等代谢过程中起到转移酰基的作用。